# Đào Nhật Minh
Đào Nhật Minh (sinh ngày 27 tháng 4 năm 1992) là một cầu thủ bóng đá người Việt Nam hiện đang chơi ở vị trí tiền vệ cho câu lạc bộ SHB Đà Nẵng.